# Abramowitz-Stegun

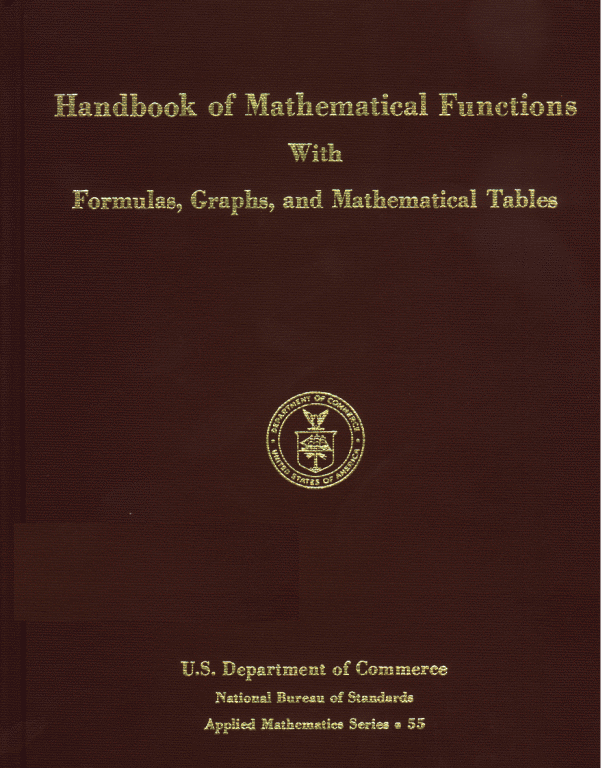
Titelseite der Ausgabe von 1965

Abramowitz-Stegun oder Abramowitz und Stegun ist die häufig verwendete umgangssprachliche Bezeichnung für ein bekanntes mathematisches Nachschlagewerk mit dem (englischen) Originaltitel Handbook of Mathematical Functions with Formulas, Graphs, and Mathematical Tables. Das Nachschlagewerk wurde von Milton Abramowitz und Irene Stegun für das US-amerikanische National Bureau of Standards (jetzt National Institute of Standards and Technology, NIST) erstellt. 
Erstmals herausgegeben im Jahr 1964, stellt das Buch eine der umfassendsten Referenzen zu Speziellen Funktionen dar und enthält neben Definitionen auch Approximationsformeln, Grafiken und Wertetabellen. 
Angesichts der zunehmenden Verbreitung von Computeralgebrasystemen haben Teile des Buches (insbesondere die Wertetabellen) an Bedeutung verloren, abgesehen davon ist es weiterhin ein vielzitiertes und weitverbreitetes Nachschlagewerk. Bis Ende 1968 wurde es bereits 100.000 Mal verkauft.
Da das Handbuch von US-Regierungsangestellten in offizieller Funktion angefertigt wurde, ist es Copyright-frei. Es sind mehrere gedruckte Ausgaben erschienen, die bekannteste bei Dover Publications (ISBN 0-486-61272-4). Eine gestraffte Version, die nur den Formelteil, nicht aber die umfangreichen Tabellen enthält, ist als Pocketbook of Mathematical Functions im Verlag Harri Deutsch (ISBN 3-87144-818-4) im Jahr 1984 erschienen. Darüber hinaus steht es im Internet frei zur Verfügung.
Im Mai 2010 ist der Nachfolger, das NIST Handbook of Mathematical Functions, beim Cambridge Verlag erschienen. Zusätzlich gibt es auch eine erweiterte Online-Version NIST Digital Library of Mathematical Functions.